# Scolelepis sagittaria
Scolelepis sagittaria är en ringmaskart som beskrevs av Imajima 1992. Scolelepis sagittaria ingår i släktet Scolelepis och familjen Spionidae. Inga underarter finns listade i Catalogue of Life.